# Mistrzostwa Polski w Rallycrossie 2023
Oponeo Mistrzostwa Polski Rallycross 2023 – 23. sezon mistrzostw Polski w rallycrossie, organizowany przez Polski Związek Motorowy.

## Kalendarz
Organizatorzy wyścigów w Poznaniu – Automobilklub Wielkopolski, w Słomczynie – Automobilklub Rzemieślnik.
| Runda | Miejsce                      | Data                  |
| ----- | ---------------------------- | --------------------- |
| 1     | Autodrom Słomczyn, Słomczyn  | 31 marca – 2 kwietnia |
| 2     | Tor Poznań, Poznań           | 28–30 kwietnia        |
| 3     | Autodrom Słomczyn, Słomczyn  | 26–28 maja            |
| 4     | Sedlčanská kotlina, Sedlčany | 9–11 czerwca          |
| 5     | Tor Poznań, Poznań           | 11–13 sierpnia        |
| 6     | Autodrom Słomczyn, Słomczyn  | 15–17 września        |
| 7     | Slovakiaring, Bratysława     | 6–8 października      |
| 8     | Tor Poznań, Poznań           | 20–22 października    |